# Campionati mondiali di maratona canoa/kayak 1996
I Campionati mondiali di maratona canoa/kayak 1996 sono stati la 5ª edizione della manifestazione. Si sono svolti a Vaxholm, in Svezia, il 24 e il 25 settembre 1996.

## Medagliere
| Pos.   | Paese         | Oro | Argento | Bronzo | Totale |
| ------ | ------------- | --- | ------- | ------ | ------ |
| 1      | Gran Bretagna | 2   | 1       | 0      | 3      |
| 1      | Svezia        | 2   | 1       | 0      | 3      |
| 3      | Danimarca     | 1   | 1       | 0      | 2      |
| 4      | Australia     | 1   | 0       | 0      | 1      |
| 5      | Ungheria      | 0   | 1       | 2      | 3      |
| 6      | Germania      | 0   | 1       | 0      | 1      |
| 6      | Irlanda       | 0   | 1       | 0      | 1      |
| 8      | Spagna        | 0   | 0       | 2      | 2      |
| 9      | Portogallo    | 0   | 0       | 1      | 1      |
| 9      | Paesi Bassi   | 0   | 0       | 1      | 1      |
| Totale | Totale        | 6   | 6       | 6      | 18     |

## Podi

### Uomini
| Evento | Oro                                      | Perform.   | Argento                             | Perform.   | Bronzo                                                       | Perform.   |
| Canoa  |                                          |            |                                     |            |                                                              |            |
| C-1    | Arne Nielsson                            | 2h58'42"   | Karsten Scales\|                    | 3h00'55"   | Pál Pétervári                                                | 3h01'23"   |
| C-2    | Gran Bretagna Stephen Train Andrew Train | 2h44'43"   | Ungheria Zsolt Bohács Istvan Gyulai | 2h50'19"   | Spagna Pedro Areal Bienvenido Pérez Dacosta                  | 2h51'21"   |
| K-1    | Chadleigh Meek                           | 2h36'19"39 | Gary Mawer                          | 2h36'19"78 | Rui Cancio                                                   | 2h36'20"   |
| K-2    | Gran Bretagna Ivan Lawler Stephen Harris | 2h29'02"   | Svezia Magnus Skoldback Tim Krantz  | 2h29'03"38 | Spagna Jesús Martínez Villaverde Roberto Martínez Villaverde | 2h29'03"71 |

### Donne
| Evento | Oro                                     | Perform. | Argento                               | Perform. | Bronzo                            | Perform. |
| Canoa  |                                         |          |                                       |          |                                   |          |
| K-1    | Susanne Gunnarsson                      | 2h51'50" | Anna Hemmings                         | 2h51'51" | Nicole Bulk                       | 2h54'14" |
| K-2    | Svezia Susanne Gunnarsson Maria Haglund | 2h40'04" | Germania Anett Schuck Ramona Portwich | 2h40'17" | Ungheria Andrea Biro Agnes Erdodi | 2h40'55" |